# Thrinacinae
Thrinacinae es una subtribu de palmeras perteneciente a la familia Arecaceae. Tiene los siguientes  géneros.

## géneros
- Chamaerops - Chelyocarpus - Coccothrinax - Cryosophila - Guihaia - Itaya - Maxburretia - Rhapidophyllum - Rhapis - Schippia - Thrinax - Trachycarpus - Trithrinax - Zombia[1]